# Robert Morgenthau
Robert Morris Morgenthau (Nueva York, 31 de julio de 1919-ibídem, 21 de julio de 2019) fue, hasta jubilarse en 2009, un destacado fiscal de distrito de Nueva York.

## Biografía
Fue conocido por encabezar numerosos casos contra organizaciones criminales y las familias criminales de la mafia italoestadounidense de Nueva York, incluyendo los jefes de dos de las llamadas Cinco Familias, como John Gotti, jefe de la Familia Gambino, y Anthony Corallo, jefe de la Familia Lucchese. Otro caso destacado fue el caso BCCI, en el cual el Banco Internacional de Crédito y Comercio admitió haber blanqueado dinero procedente del tráfico de drogas, sobre todo del narcotráfico colombiano.
Era nieto de Henry Morgenthau Sr., embajador nombrado por el presidente Woodrow Wilson e hijo de Henry Morgenthau Jr., secretario del Tesoro de los Estados Unidos durante la administración de Franklin D. Roosevelt.
Tras servir en la US Navy durante la Segunda Guerra Mundial, sobreviviendo el hundimiento de su barco en el mar Mediterráneo, Morgenthau estudió en la Yale Law School. Después de doce años trabajando para el bufete neoyorquino Patterson, Belknap & Webb, en 1960 se unió a la campaña electoral de John F. Kennedy, amigo de su niñez. Con la victoria de Kennedy, Morgenthau fue nombrado fiscal federal para el Distrito Sur de Nueva York, una zona que incluye Manhattan y el Bronx entre otros condados del estado.
Entre los antiguos colaboradores directos de Morgenthau en la fiscalía se encuentran Sonia Sotomayor, jueza asociada de la Corte Suprema de los Estados Unidos desde 2009; Andrew Cuomo, gobernador de Nueva York desde 2011; John F. Kennedy Jr. y Cyrus Vance Jr., el actual fiscal.
Sirvió de modelo para el personaje de Adam Schiff, protagonista de la serie de televisión Law & Order (con Steven Hill como Schiff). El propio creador de la serie, Dick Wolf, consideró que Morgenthau era «el mejor fiscal de distrito en la historia de Nueva York».
Su primera esposa, Martha Pattridge, falleció víctima de cáncer en 1972. Su segunda esposa era la periodista premio Pulitzer Lucinda Franks.
Muerte
Morgenthau Falleció en el Hospital Lenox Hill en Manhattan el 21 de julio de 2019, después de una breve enfermedad. Le faltaban 10 días para cumplir 100 años y está enterrado en el cementerio Mount Pleasant, Nueva York.